# کانگوس (گروه موسیقی)
کانگوس (به انگلیسی: KONGOS) یک گروه موسیقی آمریکایی تبار اهل آفریقای جنوبی است. این گروه هم‌اکنون در فینیکس، آریزونا فعالیت می‌کند. این گروه موسیقی آلترناتیو راک از چهار برادر تشکیل شده است؛ جانی (آکاردئون‌زن، نوازنده کیبورد، خواننده)، جسی (درامر، نوازنده سازهای کوبه‌ای، خواننده)، دنیل (گیتارنواز، خواننده) و دیلن کانگس (گیتارنواز بیس، گیتارنواز لپ استیل، خواننده).